# Beintza-Labaien
Beintza-Labaien è un comune spagnolo di 274 abitanti situato nella comunità autonoma della Navarra.